# Línea 5 del Metro de Lima y Callao
La Línea 5 del Metro de Lima es la quinta línea del metro de Lima y Callao, Nunca estuvo proyectada con la expedición del Decreto Supremo N° 059-2010-MTC, que definió la Red Básica del Metro de Lima. Aún constituye un proyecto de ejecución futura, en tanto no existe anuncio oficial sobre su licitación y puesta en marcha. La longitud total de la línea se estima en 14 km.
Por el momento sólo se encuentra prevista como parte de la red básica del metro pero aún no se inician los estudios para su diseño y construcción.

## Historia
En agosto de 2012, el MTC comunicó que recorrerá la ciudad de norte a sur y beneficiará a la población de al menos ocho distritos en su área de influencia directa (4 millones de habitantes). El MTC, confirmó que será subterránea, al igual que la línea 3.
Nunca estuvo proyectada con la expedición del Decreto Supremo N° 059-2010-MTC, que definió la Red Básica del Metro de Lima. Aún constituye un proyecto de ejecución futura, en tanto no existe anuncio oficial sobre su licitación y puesta en marcha. La longitud total de la línea se estima en 15 km.
Por el momento sólo se encuentra prevista como parte de la red básica del metro pero aún no se inician los estudios para su diseño y construcción.

## Monto de inversión
El organismo público de inversión privada Proinversión indicó el 14 de octubre de 2016 que la inversión aproximada tanto para la línea 5 como para la línea 6 será aproximadamente de US$.5,000 millones cada una, teniendo en cuenta las características de las mismas. Actualmente, ya se encargaron los estudios de la línea 3 y los estudios para la línea 6 deben encargarse en los próximos meses. Asimismo, el 11 de febrero de 2017, los estudios hechos por el consorcio Cinco fueron registrados en el SNIP, y posteriormente, a evaluación del MEF, los estudios estimaron una inversión de S/59.000 millones para la construcción, compra de trenes y otros gastos importantes. El Ministerio de Transportes y Comunicaciones tiene previsto realizar la licitación pública entre septiembre y octubre de 2016.
La línea 5 conectará los distritos de Miraflores, Barranco, Chorrillos y Villa el Salvador (distritos con costa que tienen playas en el Océano Pacífico), iniciando en la estación Benavides de la Línea 3, y terminando en la Circuito de Conchán.

## Estaciones
Según el estudio de factibilidad encargado por el MTC, la línea 5 contará con las siguientes estaciones
| Estación (nombres tentativos) | Ubicación (aproximada)                              | Distrito               | Combinación | Tipo de estación (según factibilidad) |
| ----------------------------- | --------------------------------------------------- | ---------------------- | ----------- | ------------------------------------- |
| Benavides                     | Av. Alfredo Benavides con Av. República de Panamá   | Distrito de Miraflores |             | Elevado                               |
| Sáenz Peña                    | Av. Almirante Miguel Grau con Av. Sáenz Peña        | Barranco               |             | Elevado                               |
| Alejandro Iglesias            | Av. Alejandro Iglesias con Av. Escuela Militar      | Chorrilos              |             | Elevado                               |
| Matellini                     | Av. Ariosto Matellini con Av. Paseo de la República | Chorrillos             |             | Elevado                               |
| Cóndores                      | Av. Defensores del Morro con Av. Confraternidad     | Chorrillos             |             | Elevado                               |
| Unidad de Peaje de Villa      | Av. Defensores del Morro con Panamericana Sur       | Villa El Salvador      |             | Elevado                               |
| Circuito de Conchán           | Panamericana Sur                                    | Villa El Salvador      | .           | Elevado                               |
| MUNA                          | Antigua Panamericana Sur                            | Lurín                  |             | Elevado                               |